# 教授会
教授会（きょうじゅかい）とは、教授等による合議制の組織のことである。各国・各大学などによって、制度上の権限は異なるが、一般的に教授会に所属する各々の大学教員の意思をとりまとめる組織である。
現在の日本では、主に大学において、学長および学部長等に対して意見を述べるものとされている。一般的に大学の学部・研究科などに置かれることが多い。
教授会は、一般的に教員人事、教育課程、学生関連などの重要な事項を取り扱う。
現在の日本の大学における教授会は、学校教育法（昭和22年法律第26号）第93条に基づいて置かれている。

## 課題
私立大学において、大学の設置者たる学校法人の理事会と大学内の教授会は、異なる組織である。多くの場合、学校法人の理事会が最終的な決定権を保持している。国立大学でも法人化以後、学長権限が強まり、各教授会の権限は弱まっている場合がほとんどである。

## 組織
教授会は、一つの大学に対して唯一設けられるというわけではなく、大学内の学部・研究科ごとに置かれることが多く、大学内の研究所などにも置かれることがある。
大学内全体の意思決定を迅速に行うために、大学全体に対応する評議会などが設けられることがある。評議会は、教授会が1つしか置かれていない大学にも設けられていることがある。
教授会は、教授をもって構成されるが、准教授やその他の職員を加えることができる（学校教育法第93条第4項）。各大学によって異なるが、准教授や専任講師は、教授会の構成者であることも多く、また大学によっては助教も教授会の構成者であることもある。
教授会は、その定めるところにより、教授会に属する職員のうちの一部の者をもって構成される代議員会、専門委員会等を置くことができる（学校教育法施行規則第143条第1項）。また、教授会は、その定めるところにより、代議員会、専門委員会等の議決をもって、教授会の議決とすることができる（同規則第143条第2項）。
1973年（昭和48年）に新構想大学として設置された筑波大学には、全学的管理運営組織のもと、学部に代わる基本的な教育研究組織である学群・学系などに教員会議が置かれ、その権限や機能において従来の教授会とは異なっている。